# Loch Roag
Loch Roag, schottisch-gälisch Loch Ròg, ist eine Meeresbucht an der Westküste der schottischen Hebrideninsel Lewis and Harris. Als Teil von Lewis gehörte sie historisch zur traditionellen Grafschaft Ross-shire beziehungsweise später zur Verwaltungsgrafschaft Ross and Cromarty.

## Geographie
Loch Roag tritt an der Westküste in südöstlicher Richtung etwa elf Kilometer in die Landmasse von Lewis, dem Nordteil der Doppelinsel Lewis and Harris, ein. In der maximal etwa 12,2 Kilometer breiten Bucht liegt eine Vielzahl von Inseln. Mit Great Bernera liegt die größte etwa mittig nahe dem Kopf der Bucht. Sie teilt Loch Roag in East und West Loch Roag sowie Loch Barraglom, das Great Bernera von Lewis trennt.
Von Loch Roag setzen sich verschiedene Nebenbuchten fort, darunter Little Loch Roag, Loch Kinhoulavig, Loch Miavaig und Loch Carloway.
Mit Ausnahme von Great Bernera sind sämtliche Inseln in Loch Roag unbewohnt. Seit 1953 überspannt eine Brücke den Sund zwischen Lewis and Little Bernera.
Unter anderen liegen folgende Inseln in Loch Roag:
| - Bearasay - Campay - Craigeam - Eilean Kearstay - Flodaigh - Flodaigh (Bernera) - Great Bernera - Kealasay | - Keava - Little Bernera - Pabay Mor - Seanna Chnoc - Vacasay - Vuia Beg - Vuia Mor |